# 高岡市立国吉小学校
高岡市立国吉小学校（たかおかしりつ くによししょうがっこう）は富山県高岡市にあった公立小学校。

## 沿革
- 1875年（明治6年）8月 -  四日市小学校を創設
- 1875年（明治6年）9月 -  頭川小学校を創設
- 1892年（明治25年）10月 - 四日市小学校を高辻小学校と改称
- 1896年（明治29年）12月 - 佐加野小学校を島崎小学校と改称
- 1896年（明治41年）4月 - 島崎小学校・高辻小学校・頭川小学校を統合し、国吉小学校を創設
- 1916年（大正6年）4月 - 高等科を新設
- 1918年（大正8年）4月 - 農業補習学校を併置
- 1935年（昭和10年）10月 - 国吉青年学校併置
- 1941年（昭和16年）4月 - 国民学校令により国吉国民学校と改称
- 1947年（昭和22年）4月 - 学制改革により国吉小学校と改称
- 1949年（昭和24年）11月 - 校地内に国吉中学校を新築
- 1951年（昭和26年）3月 - 国吉村が高岡市に編入し、高岡市立国吉小学校と改称
- 1975年（昭和50年）4月 - 特別支援学級(知的障害)「みどり」開設
- 1991年（平成3年）11月 - 高岡市学校給食研究指定 富山県よい歯の学校表彰
- 1992年（平成4年）10月 - 富山県学校給食会優良学校表彰
- 2007年（平成19年）4月 - 学習障害通級指導教室(兼務校) 開設
- 2014年（平成26年）4月 - 高岡市立西広谷小学校を編入する
- 2020年（令和2年）
  - 3月31日 - 高岡市立国吉義務教育学校への移行により廃校
  - 4月1日 - 高岡市立国吉義務教育学校開校

## 周辺
- 高岡市立国吉中学校